# Mercedes-Benz W100
Mercedes-Benz W100, или Mercedes-Benz 600 — один из самых престижных лимузинов XX века, выпускавшийся западногерманской компанией «Mercedes-Benz» с августа 1963 года по май 1981 года. Автомобиль стал символом высшей роскоши и престижа своей эпохи. Большая часть владельцев — знаменитости 1960—1980-х годов.
Будучи редкой моделью (выпущено всего 2677 штук), лимузин по сей день пользуется спросом в своей непосредственной роли, а также имеет большую коллекционную стоимость.

## История

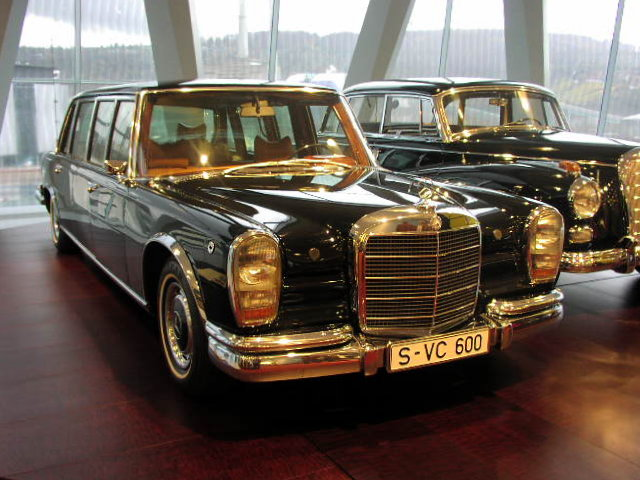
Mercedes-Benz 600 (W100), 1965

Задолго до второй мировой войны торговая марка «Mercedes», а с 1926 года — «Mercedes-Benz», имела репутацию производителя автомобилей представительского класса. Выпуск первых лимузинов начался в 1924 году с модели Mercedes 24/100/140 PS, позже переименованной в Mercedes-Benz Typ 630. Через 6 лет их сменил Mercedes-Benz 770, который в том числе использовался высшим руководством нацистской Германии и выпускался до 1943 года.
Для восстановления мощностей производства после войны потребовалось искать компромиссные решения между новыми техническими прорывами и нехваткой средств. В результате компания разработала автомобиль Mercedes-Benz 300 (W186), или как его часто именовали Аденауэр в честь канцлера ФРГ. Сам по себе автомобиль представлял устаревшую конструкцию, на довоенной раме и вполне скромный силовой агрегат. Но благодаря умелому сочетанию классического внешнего вида, высокого качества ручной сборки и своевременной модернизации технических узлов (W189 — 1957), автомобиль имел большой успех.
Хотя модель 300 нельзя назвать временной, техническая революция 1950-х годов требовала новый автомобиль данного класса. Разработка такого началась под руководством Фрица Наллингера. Несколько лет потребовалось, чтобы найти оптимальную форму и силуэт машины, внешний вид которой должен был сочетать традиционный для марки классицизм, но при этом быть не только прогрессивным для своей эпохи, но и выдержать последнее качество на всю её продолжительность. Пока не сформировался окончательный вариант к 1960 году было перебрано 12 ходовых прототипов.
Автомобильная мода данной эпохи имела несколько направлений. Бесспорным лидером являлся Американский автопром, дизайнеры которого стремились подчеркнуть динамизм автомобиля множеством декоративных приёмов, в том числе при помощи боковых молдингов, обтекаемых форм и роскошных крыльев, часто стилизованных под общую аэрокосмическую догму. Итальянская школа небольших автомобилей спортивного класса, стремилась подчеркнуть динамизм изящностью и лёгкостью. Британские автопроизводители, в том числе представительских автомобилей (Rolls-Royce, Bentley), наоборот утонули в консерватизме своих произведений.
Если более массовые автомобили марки Mercedes-Benz стремились вовлечь те или иные направления («плавники» на W111/W110, спортивные 300SL и 190SL, и упомянутые Аденауэры), то новый лимузин должен был стать первым шагом собственной, немецкой школы. Поэтому было принято свежее решение оставить консерватизм лишь для традиционных элементов корпоративной преемственности — хромированная решётка радиатора и вертикальное расположение передней оптики. Весь «квадратный» профиль кузова — собственная работа дизайнеров без оглядки на иных.
Учитывая тяжесть и большие габариты автомобиля, было принято смелое решение сделать кузов несущим. Это позволило существенно снизить профиль и клиренс, компенсируя большой площадью остекления, тем самым создав огромнейший салон. Техническая оснастка нового автомобиля требовала принятия новейших технологий. Помимо автоматической коробки передач, кондиционера салона, гидроусилителя руля и т. п. отдельным новшеством стала пневматическая подвеска, гарантировавшая неведанную ранее мягкость езды.
Отдельным вопросом стал силовой агрегат. Довоенные лимузины марки оснащались восьмицилиндровыми двигателями, которые в США уже к середине 1950-х годов перестали быть новшеством. Хотя лимузин по своему определению не требует динамических показателей, тем не менее ещё в начале разработки было принято решение вернуть V8 в производственную программу марки.
Но и тут немецкие инженеры отличились. Система питания состояла из механического впрыска с верхним распредвалом. Клапаны имели гидравлический привод и были наполнены натрием (аналогично конструкций авиационных двигателей). Гоночное наследство сохранилось в системе смазки, где была применена технология «сухого картера», имея отдельный масляный поддон (это же позволило сохранить низкий профиль передней части и клиренс автомобиля). Коленчатый вал, поршни и другие отдельные детали не отливали, а ковали. В результате двигатель М100 рабочим объёмом в 6332 см³ генерировал впечатляющий крутящий момент в 503 Н·м при 4000 об/мин, а максимальная мощность составляла около 250 л. с. при 6000 об/мин, что позволяло ему разогнать тяжёлый лимузин весом почти в три тонны до 205 км/ч. В 1963 году такую скорость мог превзойти лишь Porsche 911.
В сентябре 1963 года автомобиль произвёл настоящий фурор на Франкфуртском автосалоне, и демонстрируемый образец был выкуплен на последующем аукционе архитектором из США.
На сегодняшний день редкий автомобиль возможно найти только на аукционах. В феврале 2008 года шестидверный Pullman Брежнева, подаренный ему в 1966 году канцлером ФРГ Вилли Брандтом, был выигран на аукционе немецким коллекционером за 103 600 евро. В конце 2016 года в США был выставлен на продажу Mercedes 600 Pullman 1968 года выпуска.

## Разновидности

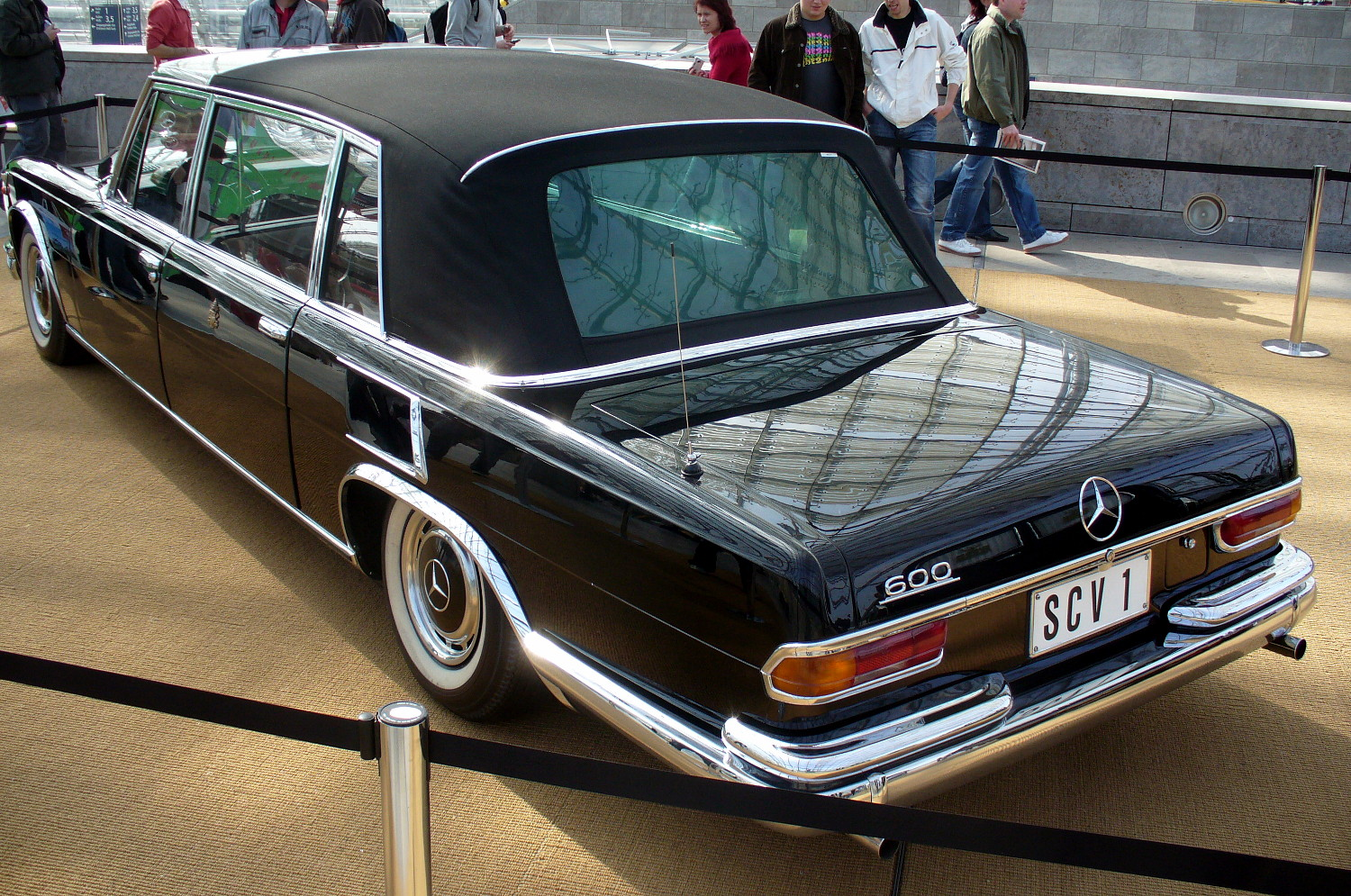
Ландоле папы римского

Автомобиль, собиравшийся вручную, выпускался в нескольких вариантах кузова: коротко- и длиннобазные седаны, лимузин «Pullman» и ландо. Седаны имели две версии салона, стандартный и разделённый, в котором передние места от задних разделялись подъёмной стеклянной перегородкой.
Длинные Пульманы имели более очевидные разновидности. Лимузины выпускались прежде всего в четырёх- и шести-дверных модификациях. Первые имели два обратных кресла, давшие вместительность до четырёх персон, вторые имели центральный ряд с двумя небольшими креслами «швейцаров». Всего было выпущено 428 длинных лимузинов, при этом лишь 304 из них оснащались четырьмя дверьми вместо шести. Существовала также малая серия (59 автомобилей) открытых ландо, где задняя часть крыши над пассажирским отсеком откидывалась как у кабриолета. В основном такие модели закупались для парадных целей.
Кроме того, существуют также две модификации в кузове купе: одна была подарена главному дизайнеру автомобиля — доктору Рудольфу Уленхауту при его уходе на пенсию, а вторая — доктору Фрицу Наллингеру.

## Известные владельцы

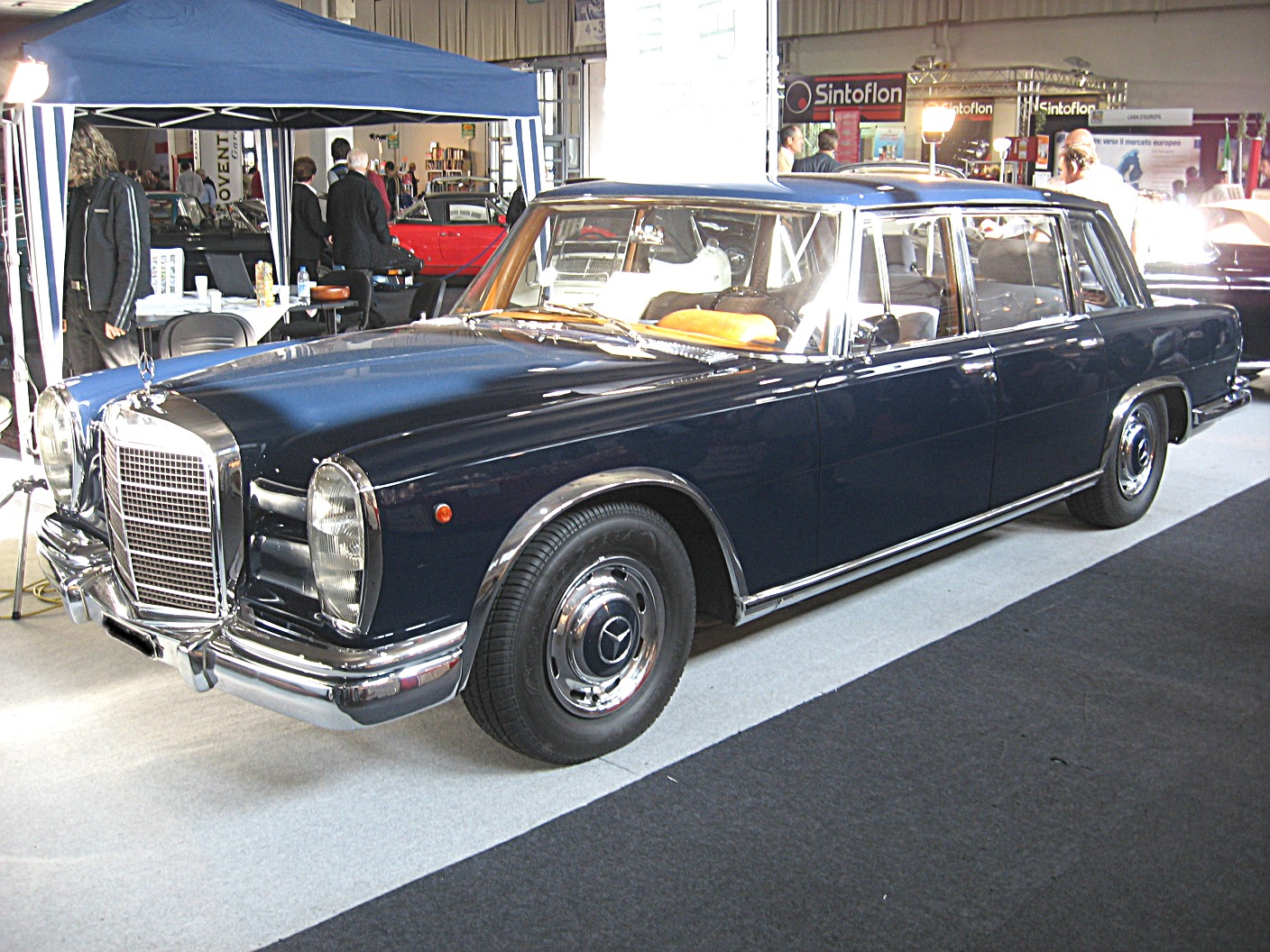
Mercedes-Benz 600

Многие знаменитости с начала 1960-х и до 1990-х годов имели в своём автопарке Mercedes-Benz 600. Среди них такие известные актёры и телезвёзды, как Элизабет Тейлор, Джереми Кларксон, Джек Николсон, Роуэн Аткинсон. Музыканты: Герберт фон Караян, Элвис Пресли, Джон Леннон, Джей Кей, Удо Юргенс; предприниматели Хью Хефнер, Саймон Спайс, Боб Джейн и Аристотель Онассис.
Среди самых знаменитых хозяев 600-х были и политики, такие как: Иди Амин, Джомо Кениата, Хирохито, Фердинанд Маркос (у которого было целых четыре 600-х, включая бронированный седан и ландоле), и главы коммунистических стран, такие как: Николае Чаушеску, Мао Цзэдун, Фидель Кастро, Пол Пот, Энвер Ходжа, Ким Ир Сен, Иосип Броз Тито и Леонид Брежнев.
Стоимость автомобиля с годами менялась: цена стандартной модификации в 1964 году составляла 56 500 марок (22 000 $ в США), длиннобазного варианта — 63 500. К 1978 году цена выросла до 144 100 и 165 500 марок, соответственно.

## Производство

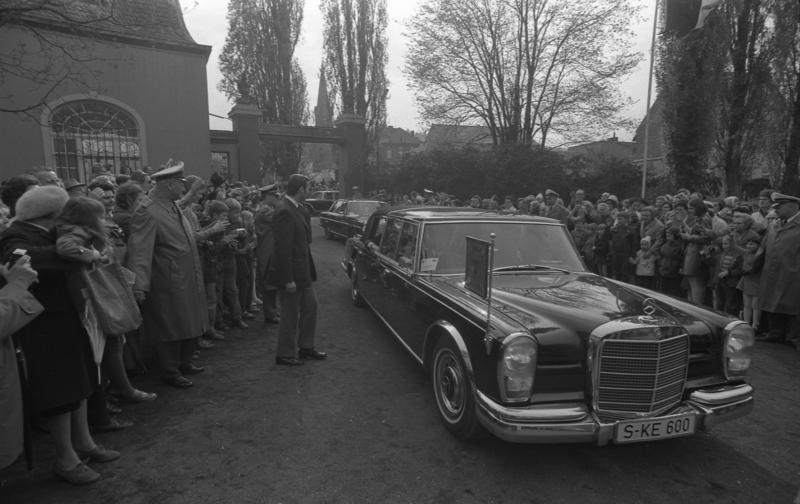
Автомобиль Короля Бельгии в 1971 году

Первоначально автомобиль имел астрономический спрос, что растянуло заказы на несколько лет. Как и предполагалось, его прогрессивная, но нейтральная форма выдержала все испытания времени, и автомобиль оставался модным. Лишь нефтяной кризис 1973 года поубавил темпы заказов в западном полушарии, и рынок сбыта сместился в сторону элиты развивающихся стран.
W100 положил начало «немецкой школы» автомобильного дизайна, отличавшейся строгими прямыми формами, которые передавали не только элегантную лёгкость в образе, но и скоростной динамизм в силуэте. Двигатель М100 в 1968 году был установлен на модель S-класса W109 (Mercedes-Benz 300SEL 6.3), а в 1975 — на S-класс W116 (модель 450SEL 6.9). Обе модели были флагманами своей линейки и уступали лишь 600-й модели.
Таким образом, Mercedes-Benz W100 пережил целых три поколения массовых автомобилей — флагманов (W112, W109 и W116), перед тем как технические решения, реализованные в W126 (1979 год), позволили отнести его к ряду устаревших. Тем не менее, последние автомобили собрали только 1981 году, установив для марки рекорд по продолжительности производства (побитый в 1997 году внедорожником Gelandewagen).
Модели W126 удалось ускорить уход 600-го, однако массовый автомобиль не мог стать его полноценной заменой. Хотя возглавляющие линейку модели 500SEL и 560SEL (с 1985 года) превосходили 600 по динамическим показателям, их исполнения и комплектации были вне сравнения индивидуализму W100, собранных полностью на заказ покупателя. Только следующее поколение, Mercedes-Benz W140 (1991 год), будучи более крупным и тяжёлым, приблизило S-класс к W100. На такую преемственность открыто намекала модель флагманской версии — 600SEL (S600 с 1993 года), которая как и W100 имела свой собственный силовой агрегат, но уже двенадцатицилиндровой V-образной компоновки.
Но даже возвращение модели с индексом «600» не способствовало её восприятию как наследницу W100, хотя на её основе компания Mercedes-Benz создала множество индивидуальных версий, в том числе лимузинов «Pullman» и даже ландо для Ватикана. Несмотря на всё, W140 оставался автомобилем массового выпуска. Настоящий идеологический преемник W100 появился только в 2002 году, когда концерн Daimler Chrysler запустил седаны и лимузины 240-й серии на платформе W220. Но и тут пришлось подчеркивать индивидуализм, выпуская машины под возвращённым довоенным брендом Maybach. Таким образом, лимузин W100 600 так и остаётся бессменным лимузином марки Mercedes-Benz.